# Liste der Monuments historiques in Saulx-les-Chartreux
Die Liste der Monuments historiques in Saulx-les-Chartreux führt die Monuments historiques in der französischen Gemeinde Saulx-les-Chartreux auf.

## Liste der Bauwerke
| Bezeichnung                                                | Beschreibung | Standort | Kennzeichnung | Schutzstatus | Datum | Bild |
| ---------------------------------------------------------- | ------------ | -------- | ------------- | ------------ | ----- | ---- |
| Kirche Notre-Dame-de-l’Assomption-de-la-Très-Sainte-Vierge |              | (Lage)   | PA00088016    | Inscrit      | 1926  |      |

## Liste der Objekte
- Monuments historiques (Objekte) in Saulx-les-Chartreux der Base Palissy des französischen Kultusministeriums